# Museo di Maserada
Il Museo di Maserada ha sede nel palazzo Óscar Romero, adiacente agli edifici del Municipio, a Maserada sul Piave.
L'istituzione museale è composta da una sezione naturalistica con esemplari del medio corso del Piave e da una sezione storica dedicata alle importanti vicende belliche avvenute nel territorio durante la prima metà del '900.
La collezione dedicata alla Prima guerra mondiale costituisce la componente principale del museo. 

## Storia
Il museo nasce per delibera comunale del 14 gennaio 1988 come museo civico naturalistico al termine di un percorso che ha visto l’acquisto nel 1986 di una raccolta mineralogica, la donazione dell'erbario del dott. Luigi di Daniel e l’acquisizione nel 1987 di una raccolta di uccelli imbalsamati.
Nel 1996, con delibera n. 422 del 3 ottobre, la Giunta comunale acquisisce una significativa raccolta di reperti bellici della Grande Guerra e istituisce una sezione storica all'interno del museo civico naturalistico.
Negli anni successivi la sezione storica si arricchisce di acquisizioni e donazioni e il museo decide di specializzare il racconto espositivo sulla presenza del contingente britannico nella zona del medio Piave dove i segni del passaggio inglese sono visibili e incisivi.
Nel 2009, con il trasferimento della biblioteca comunale nella nuova sede, gli spazi espositivi del museo sono aumentati consentendo l’allestimento di mostre temporanee a tema.
Nel 2019, con delibera comunale n. 73 del 25 maggio, la sezione storica viene ampliata a comprendere tutta la prima metà del Novecento, dalla Grande Guerra alla nascita della Repubblica Italiana.

### Sezione storica
Il museo raccoglie un'importante collezione di reperti della prima guerra mondiale. La sezione storica comprende anche un fondo bibliotecario ad essa dedicato, una raccolta della Gazzetta Ufficiale dal 1861 al 1986, un archivio fotografico e un archivio documentale.

## I reperti della Grande Guerra
I reperti esposti nelle sale del museo sono stati per la maggior parte ritrovati lungo il Piave, nei luoghi che furono teatro delle operazioni belliche tra il novembre 1917 e il novembre 1918. Si tratta delle dotazioni e degli armamenti individuali appartenuti ai soldati degli eserciti italiano, britannico, francese, austro-ungarico e tedesco, varie tipologie di proietti, apparecchiature tecnologiche, sistemi di assistenza e di difesa campale. L'esposizione dei reperti è organizzata per isole tematiche lungo quattro percorsi narrativi principali:
- lo sviluppo degli armamenti
- la logistica e i mezzi di trasporto
- la vita al fronte.

## Il contingente britannico sul Piave
Il 24 ottobre 1918, giorno d'inizio della Battaglia di Vittorio Veneto che segnò per l'Italia la conclusione della guerra, la 10ª Armata schierata tra Ponte della Priula e Ponte di Piave, composta da reparti italo–britannici al Comando del tenente generale Frederick Lambert X Conte di Cavan, iniziò l’azione di forzatura attraversando il Piave alle Grave di Papadopoli e rompendo il fronte dell'esercito austro-ungarico con il XIV Corpo d’armata britannico composto dalla 7th Division e dalla 23th Division agli ordini del tenente generale J. M. Babington.  Terminata la guerra, l’esercito britannico espresse al governo italiano la volontà di realizzare, nei luoghi in cui era avvenuta l’azione, un monumento in onore ai suoi caduti e l’autorizzazione fu concessa nel 1923. Grazie all’intercessione del sindaco di Maserada, fu donato il terreno di 225 metri quadrati in località Salettuol, a ridosso del letto del Piave, sul quale venne eretto il monumento della 7th Division britannica. Il memorial venne inaugurato nel settembre del 1924.
In considerazione di tali avvenimenti, il Museo di Maserada si è specializzato nella documentazione del B.E.F. (British Expeditionary Force) for Italy, il contingente britannico in Italia. Il Museo espone una ricca collezione di reperti appartenuti al contingente britannico, tra i quali spiccano la dotazione e l’armamento personale dei soldati,  una mitragliatrice leggera Lewis e un lanciabombe Stokes. È esposta anche un’uniforme completa indossata dagli scozzesi del II Battaglione Gordon Highlanders che parteciparono alla forzatura del Piave nel 1918; l'uniforme, consegnata al Museo di Maserada nel 2008 in occasione del 90ºanniversario, è un dono ufficiale del Gordon Highlanders Museum di Aberdeen. 

## Il fondo Achille Carcione
Vasta raccolta di documenti, specialmente cartografici, di fotografie, libri e cimeli selezionati dal prof. Achille Carcione a documentazione degli eventi della Prima guerra mondiale. Il fondo è stato acquisito nel 2010 ed è accessibile agli studiosi per la consultazione. 

## L'archivio fotografico e documentale
Il Museo raccoglie e conserva documenti originali e riproduzioni digitali inerenti alla Grande Guerra. Il materiale dell'archivio è a disposizione degli studiosi per la consultazione.

## La sezione multimediale
Il Museo è dotato di postazione multimediale con lavagna LIM finalizzata alla fruizione della documentazione digitale e alle attività didattiche.

## Le esposizioni temporanee
Una sala del Museo è destinata all'allestimento di mostre temporanee a tema:
- EPICENTRI. La scienza medica incontra la Grande Guerra (giugno 2013 - febbraio 2015)
- SEGNI DI TERRA. La cartografia nella Grande Guerra (ottobre 2017 - giugno 2022)

## Sezione naturalistica
La sezione naturalistica raccoglie esemplari e reperti che documentano la struttura geologica e la vita animale e vegetale del medio corso del Piave. 

## Collezione mineralogica
Raccolta di oltre 200 litotipi provenienti dal bacino del Piave.

## Erbario
Collezione di 168 esemplari di piante raccolte e catalogate dal dott. Luigi Di Daniel.

## Collezione ornitologica
Comprende una cinquantina di esemplari imbalsamati rappresentativi dell'avifauna presente nel medio corso del Piave.